# Klášter klarisek ve Znojmě
Klášter klarisek ve Znojmě byl klášter ve Znojmě.

## Historie
Klášter klarisek ve Znojmě byl postaven v roce 1271 na podnět krále Přemysla Otakara II., byl postaven v bezprostřední blízkosti Minoritského kláštera tak, aby oba kláštery mohly společně využívat kostel Nanebevzetí Panny Marie. V ambitě kláštera byla postavena kaple pro společné večerní modlitby.
Král Přemysl Otakar II. povolal z Itálie čtyři sestry klarisky, a 1. května 1273, se konala inaugurace kláštera biskupem Brunem ze Schauenburgu z Olomouce, poté bylo do řádu přijato dalších 12 žen.
Původně se sestry živily z darů. V roce 1285 obdržely darem obec Tasovice a od roku 1296 byly papežem Bonifácem VIII. sproštěny všech světských a duchovních plateb. V roce 1318 byla tato bula potvrzena papežem Janem XXII. Současně byl klášter sproštěn od placení desátků nadřízenému duchovenstvu. Král Jan Lucemburský pak v roce 1327 potvrdil tyto výhodya sprostil klášter od plateb všeho druhu, s výjimkou královské daně.
Při příležitosti úmrtí sestry krále Václava II. v roce 1299, Václav potvrdil klášteru dary a odpuštěné poplatky, od kterých byl klášter oproštěn. Také daroval klášteru další vesnici. V průběhu dalších let následovaly další dary, jak majetku, tak i hotovosti. S opatství v klášteru Louka nastaly spory o příslušnost v obcích, v nichž měly oba kláštery nějaký majetek.
Markrabě Jan Jindřich přijal v roce 1357 klášter pod svou bezprostřední ochranu.
Při požáru města Znojma v roce 1494 byl zničen nejen klášter, ale také všechen jeho majetek. Roku 1497 byly znovu přiznány potvrzení a majetky králem Vladislavem II.
Ztráta patronace nad farností sv. Michala a nad kaplí svaté Kateřiny umožnila rozvoj protestantství. Ti rovněž vystupovali proti klariskám. Po začátku třicetileté války musely klarisky opustit klášter a nastěhovali se do něj protestanti. Po bitvě na Bílé hoře v roce 1620 byl klášter s majetky klariskám navrácen, ale pak v letech 1623 a 1630 klášter vyhořel. Rekonstrukci kláštera umožnila pouze pomoc císaře Ferdinanda III.
Přestože si jeptišky po okupaci Znojma Švédy v roce 1645 pořídily soukromou stráž, uprchly v roce 1645 do benediktinského opatství v Sankt Lambrecht. Vrátily se pak pouze na krátkou dobu v roce 1647. Ze strachu z Turků, pak jeptišky v roce 1683 utekly do Telče a Jindřichova Hradce.
Poslední stavební úpravy na znojemském klášteře klarisek proběhly v roce 1693. Klášter pak byl 22. května 1782 zrušen císařem Josefem II. Majetek kláštera jako obce Tasovice, Výrovice a Stupešice byly sloučeny s majetkem kláštera v Louce, který byl rovněž zrušen, a to dne 2. ledna 1827 Karlem Emanuelem a byly prodány Leopoldovi z Liebenbergu a Zsittina.

## Opětovné využití
V budovách kláštera klarisek a přilehlém františkánském klášteře spolu s kostely působily vojensko-vzdělávací instituce pěšího pluku arcivévody Ludvíka, konkrétně gymnázium a vysoká škola. Následně v budovách působilo Městské divadlo Znojmo s tanečním sálem pro kulturní události a trestní soud. Doba odsvěcení společného klášterního kostela není známa, zbořen byl v roce 1840.
Dnes v bývalém klášteře působi obchodní akademie.